# Лопо, Альберто
Альберто Лопо Гарсия (исп. Alberto Lopo García; 5 мая 1980, Барселона, Испания) — испанский футболист, главный тренер клуба «Интер» (Эскальдес).

## Клубная карьера
Родился в Барселоне, Лопо провел большую часть своей профессиональной карьеры на местном «Эспаньол», где он начал играть, когда ему было десять лет. Вскоре тренеры заметили его оборонительные навыки, и в апреле 1999 года (в возрасте восемнадцати), он дебютировал в Ла Лиге в игре против «Реал Сарагоса», став таким образом первым игроком, который представлял клуб во всех категориях. Его прорыв произошёл во время сезона 2001/02, когда он только пропустил пять чемпионских матчей, забил свой первый гол в игре против «Реал Сарагоса», но и получил свою первую красную карточку во время игры против «ФК Барселона».
Лопо оставался стартером на «Эспаньол» под несколькими тренерами (Хуанде Рамос, Хавьер Клементе, Луис Фернандес и Мигель Анхель Лотина) до своего отъезда, набрав в процессе превосходную репутацию, но и чрезмерно грубого защитника. В сезоне 2002/03 он получил 14 желтых карточек в двадцати трех матчах. В следующем сезоне, после согласования продления на три года, он получил ещё 15 жёлтых карточек, и одну красную; между 2004 и 2006 он получил ещё 21 желтых и две красных карточек, хотя число несколько сокращалось в последующие годы.
В своем первом сезоне, Лопо продолжал играть в большинствах матчей и получив достойного упоминания общей сложности одиннадцать жёлтых карточек.

## Международная карьера
На международном уровне, Лопо был выбран в ноябре 2006 года национальным тренером Луисом Арагонес для товарищеского матча против сборной Румынии.
В декабре 2001 года Лопо дебютировал за региональную сборную Каталонии в игре против Чили.